# Richard Blumenthal
Pour les articles homonymes, voir Blumenthal.
Richard Blumenthal, né le 13 février 1946 à Brooklyn (New York), est un juriste et homme politique américain, membre du Parti démocrate et sénateur du Connecticut au Congrès des États-Unis depuis 2011. Il est auparavant procureur général du Connecticut de 1991 à 2011.

## Biographie
Après avoir servi, en tant que réserviste, dans le corps des Marines de 1970 à 1976, il est nommé procureur des États-Unis pour le district du Connecticut (en) en 1977 par Jimmy Carter et reste en fonction à ce poste jusqu'en 1981.
Il est membre de la Chambre des représentants du Connecticut entre 1985 et 1987 pour le 145e district puis du Sénat du Connecticut de 1987 à 1991 pour le 2e district de l'État. Il est par la suite élu procureur général d'État en novembre 1990 et réélu jusqu'en 2010.
Considéré comme l'un des élus les plus populaires du Connecticut, Blumenthal se présente en 2010 à la succession de Christopher Dodd au Sénat des États-Unis. Il affronte la femme d'affaires républicaine Linda McMahon. Longtemps donné largement favori, Blumenthal voit son avance sur la républicaine diminuer au mois de septembre. Les mensonges de Blumenthal sont en effet révélés : il a menti publiquement sur son prétendu service militaire durant la guerre du Viêt-Nam,, : en réalité, il n'y a jamais mis les pieds et a, au contraire, tout fait pour ne jamais y servir. La course devient par ailleurs la plus chère du pays, McMahon dépensant sept fois plus d'argent que Blumenthal,. Finalement, il est élu sénateur avec plus de 55 % des suffrages.
Populaire dans un État favorable aux démocrates, il est facilement réélu en 2016 face à Dan Carter, un représentant d'État républicain peu connu,.
Lors des élections de 2022, il remporte un troisième mandat contre Laora Levy, une républicaine novice en politique soutenue par Donald Trump, après avoir focalisé sa campagne sur la promotion de l'avortement.

## Historique électoral

### Sénat
| Année | Richard Blumenthal | Républicain | Libertarien | Vert   | Indépendant | CFL    |
| ----- | ------------------ | ----------- | ----------- | ------ | ----------- | ------ |
| Année |                    |             |             |        |             |        |
| 2010  | 55,15 %            | 43,21 %     | –           | –      | 0,98 %      | 0,86 % |
| 2016  | 63,19 %            | 34,62 %     | 1,14 %      | 1,05 % | –           | –      |
| 2022  | 57,5 %             | 42,5 %      | –           | –      | –           | –      |

## Relations étrangères

### Chine
En août 2018, Richard et 16 autres législateurs ont exhorté l'administration Trump à imposer des sanctions en vertu de la loi Global Magnitsky contre les responsables chinois qui sont responsables des violations des droits de l'homme contre la minorité musulmane ouïghour dans la région du Xinjiang.
En mai 2019, Richard était un coparrainant de la loi sur les sanctions maritimes de la mer de Chine de Chine et de Chine orientale, un projet de loi bipartisan réintroduit par Marco Rubio et Ben Cardin qui devaient perturber la consolidation ou l'expansion de la Chine Espace dans les zones contestées en mer de Chine méridionale.

### Moyen-Orient
Le 19 juillet 2017, un groupe de 43 sénateurs a voulu mettre en œuvre une loi qui ferait un crime pour les américains pour soutenir le boycott international contre Israël, qui a été lancé pour protester contre l'occupation de ce pays de la Palestine vieille de ce pays.
Le 19 mars 2022, Richard et 8 autres sénateurs démocrates ont été signés une lettre sur le roi de l'Arabie saoudite Salman pour libérer plusieurs dissidents emprisonnés et militants des droits de l'homme, inclus Waleed Abu al-Khair, Raif Badawi, Loujain al-Hathloul, Samar Badawi, et Walid Fitaihi.
Le 17 octobre 2022, à la lumière du choix de l'Arabie saoudite pour soutenir Moscou au-dessus des intérêts américains, Richard a soulevé des inquiétudes quant à la perspective que la monarchie puisse transférer la technologie critique de défense américaine avec la Russie. Il et Ro Khanna ont proposé un gel d'un an sur les ventes d'armes à l'Arabie saoudite à la suite de la décision de l'OPEP + de réduire la production de pétrole,.